# Fabien Vehlmann

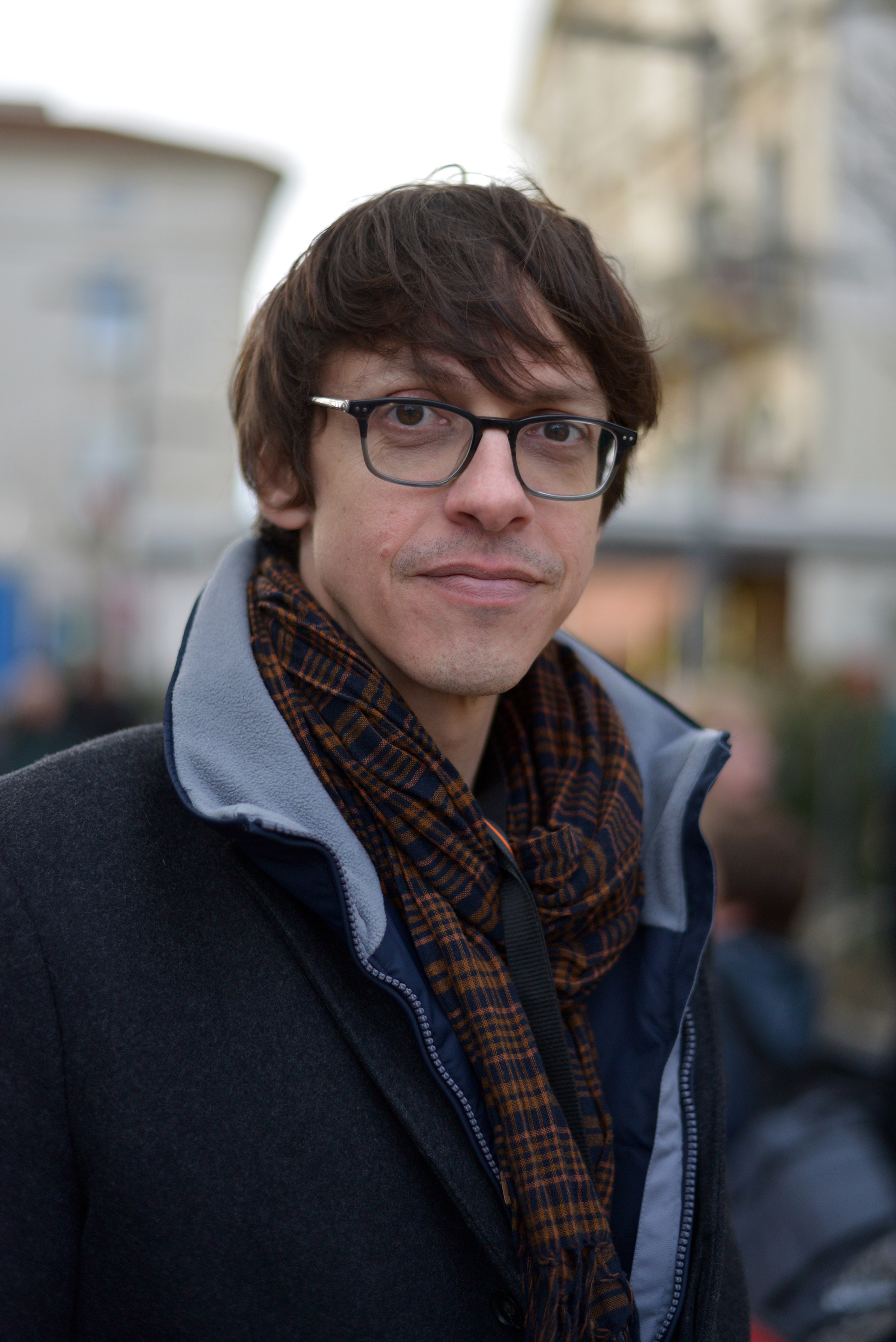
Fabien Vehlmann (2015)

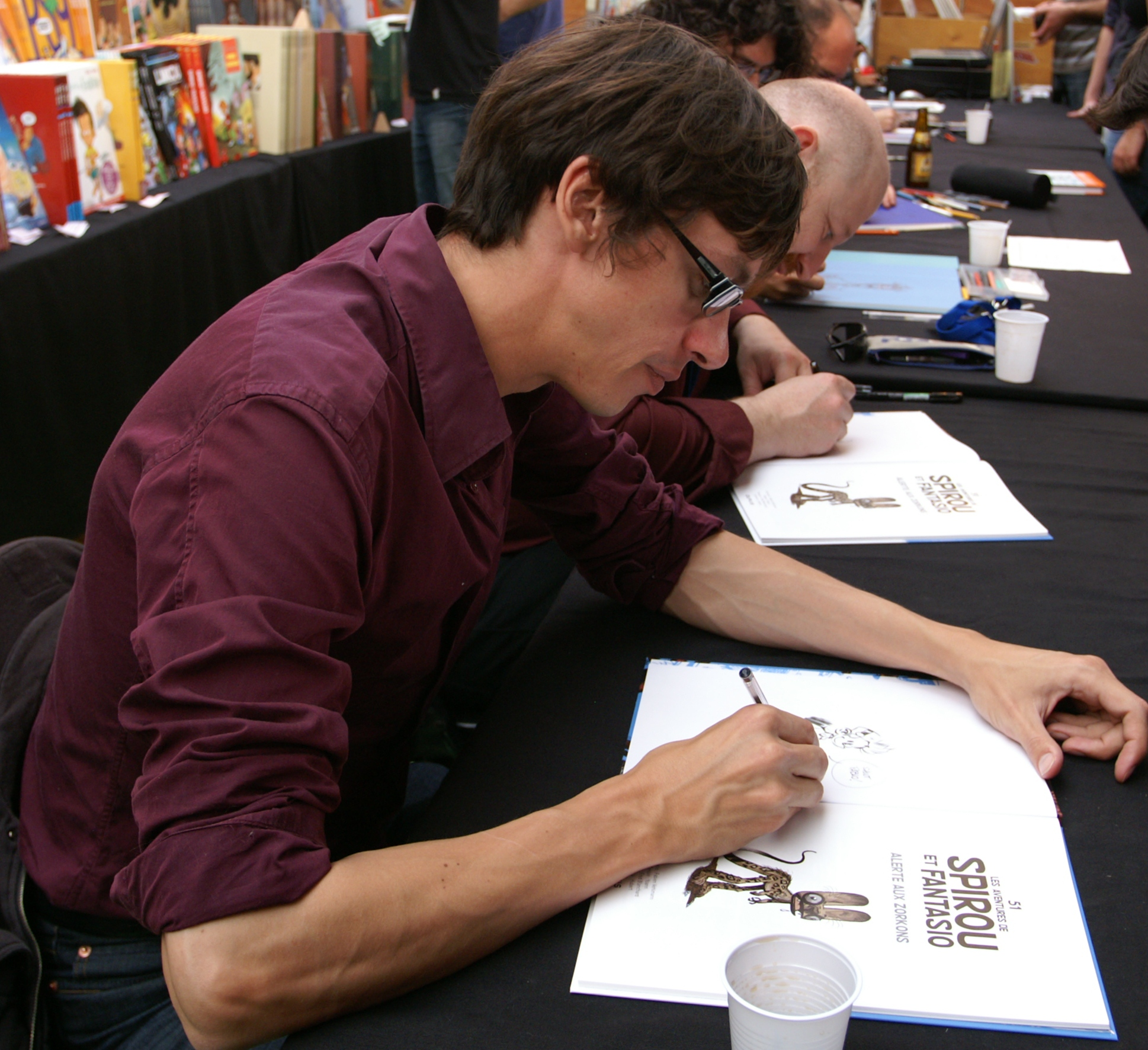
Vehlmann, bei Quai des Bulles, Saint-Malo, 2010.

Fabien Vehlmann (* 30. Januar 1972 in Mont-de-Marsan) ist ein französischer Comicautor.

## Leben
Südlich von Bordeaux geboren, verbrachte Vehlmann seine Kindheit in Savoyen und besuchte später die Handelsschule in Nantes. Er diplomierte 1995, wechselte aber daraufhin seine Ausrichtung und begann, Comics zu machen. Er stieß zufällig auf einen Autoren-Wettbewerb im Magazin Spirou, an dem er aber nicht teilnahm, weil er statt der geforderten vier Seiten zwanzig anfertigte. Trotzdem war es für ihn die Initialzündung und er begann 1996 Szenarien für das Verlagshaus Dupuis und dessen Magazin Spirou zu schreiben. Dort veröffentlichte er mit dem Zeichner Denis Bodart die Krimiserie Green Manor. Es folgten Samedi et Dimanche (mit Gwen als Zeichner, ab 2001 bei Dargaud), Welt ohne Zukunft (Zeichnungen Bruno Gazzotti und Ralph Meyer, ab 2001 für Lombard, dt. in ZACK) und mit dem Zeichner Matthieu Bonhomme die im 18. Jahrhundert angesiedelte Serie Der Marquis von Anaon (ab 2002 für Dargaud, dt. in ZACK, sowie eine Alben-Ausgabe bei Salleck Publications).  Mit Die steinernen Riesen schuf er 2006 gemeinsam mit Yoann einen Band der One Shot Collection von Spirou und Fantasio. Seit 2010 führt dieses Autoren-Team auch die Hauptserie fort.

## Werke
- 2001: Green Manor (Drei Bände)
- 2001: Des Lendemains Sans Nuage, dt. Welt ohne Zukunft[2]
- 2001: Samedi Et Dimanche (Vier Bände)
- 2002: Le Marquis d'Anaon (Fünf Bände), dt. Der Marquis von Anaon
- 2003: La Nuit De l'Inca (Zwei Bände)
- 2003: Ian (Vier Bände), dt. Ian[3]
- 2005: Wondertown (Zwei Bände)
- 2006: Les Cinq Conteurs de Bagdad
- 2006: Seuls (Sieben Bände), dt. Allein
- 2006: Spirou et Fantasio (Fünf Bände), dt. Spirou und Fantasio
- 2007: Sept Psychopathes
- 2008: Dieu Qui Pue, Dieu Qui Pète
- 2009: Jolies Ténèbres, dt. Jenseits